# Ratmate
Ratmate (Nepali रातमाटे) ist ein Village Development Committee (VDC) in Nepal im Distrikt Nuwakot.
Das VDC Ratmate erstreckt sich am Südufer der Trishuli 13 km südwestlich von Bidur.

## Einwohner
Bei der Volkszählung 2011 hatte das VDC Ratmate 3793 Einwohner (davon 1769 männlich) in 822 Haushalten.